# Grefrath (Frechen)
Grefrath ist ein westlicher Stadtteil von Frechen im Rhein-Erft-Kreis. Er liegt in unmittelbarer Nähe zum Marienfeld. In Grefrath leben gut 1300 Einwohner. Die nächsten Autobahn-Anschlussstellen sind „Frechen“ und „Gleuel“ an der A 1.

## Geschichte
Die Erstnennung von Grefrath (Grevenroyde) ergibt sich nach heutigem Wissensstand aus einer Urkunde vom 28. Oktober 1336.
Leider liegt keine Originalausfertigung der Urkunde von 1336 vor. Im Bestand LAV NRW Düsseldorf AA 0167 Bottenbroich, Urkunden klafft eine Überlieferungslücke zwischen 1325 Januar 28 (= Urkunde Nr.13) u. 1350 Juli 7 (= Urkunde Nr.14).Dort heißt es auszugsweise:

„Vor den Schöffen von Hemmersbach und den Hofgeschworenen zu Götzenkirchen (Goedzkyrchen) verkauft Godfried , gen. Signatus, (der Gezeichnete) von Grefrath (de Greveroyd) nebst seiner Gattin Hadewig der Konventualin Sophien von Cöln zu Bottenbroich eine Rente von jährlich 2 Malter Roggen aus ihren Besitzungen zu Grefrath, welche der Käuferin lebenslänglich, nach deren Tod aber dem Konvente Bottenbroich erblich zukommen soll, unter Besiegelung des Ritters Scheyffart vamne Royde, Herr zu Hemmersbach, als Vogt des Hofes Götzenkirchen.
Datum anno domini millesimo tricentesimo tricesimo sexto, in die apostolorum Symonis et Jude beatorum"“

Frühere Verweise auf Urkunden aus 1310 oder 1312 erwiesen sich als nicht haltbar: Eine Urkunde vom 15. Juni 1312, die bisher als Beleg für die Erstnennung des Ortes galt, bezieht sich auf Benzelrath (Benzeroyde), einem Nachbarort Grefraths, und jene vom 23. Juni 1310 auf Grefrath bei Neuss. Zu diesem  Erkenntnisstand haben u. a. die Recherchen von Peter Peusquens (in Grefrath aufgewachsen) aus Karlsruhe, die vom Historischen Archiv zu Köln geteilt werden, geführt.
Seit 1479 gehörte Grefrath zu Jülich (Herrschaft Hemmersbach und Sindorf). Eine der ältesten Kartenaufnahmen Grefraths findet sich in der Herrschaft von Kerpen und Lommersum (Gerhard Stempel, Köln 1587) am rechten Kartenrand als „Griven Rodt“. 1727 bekam Grefrath eine eigene Schule „Auf dem Driesch“, nachdem 1690 von Freiherr von Vercken aus dem Herrschaftshaus Hemmersbach die Einrichtung gefordert worden war.
Nach der Besetzung des Rheinlands durch die Franzosen  1794 wurde Grefrath Teil der neu gebildeten Mairie Türnich im Kanton Kerpen. Von 1839 bis 1857 war die Verwaltung Türnich in Grefrath.
Zwischen 1952 und 1965 wurde der Ort wegen des Tagebaus Frechen komplett umgesiedelt.
Am 1. Januar 1975 wurde Grefrath aufgrund des Köln-Gesetzes zu einem Teil von Frechen. Zuvor war der Ort Teil der Gemeinde Türnich.

## Katholische Pfarrkirche St. Mariä Himmelfahrt

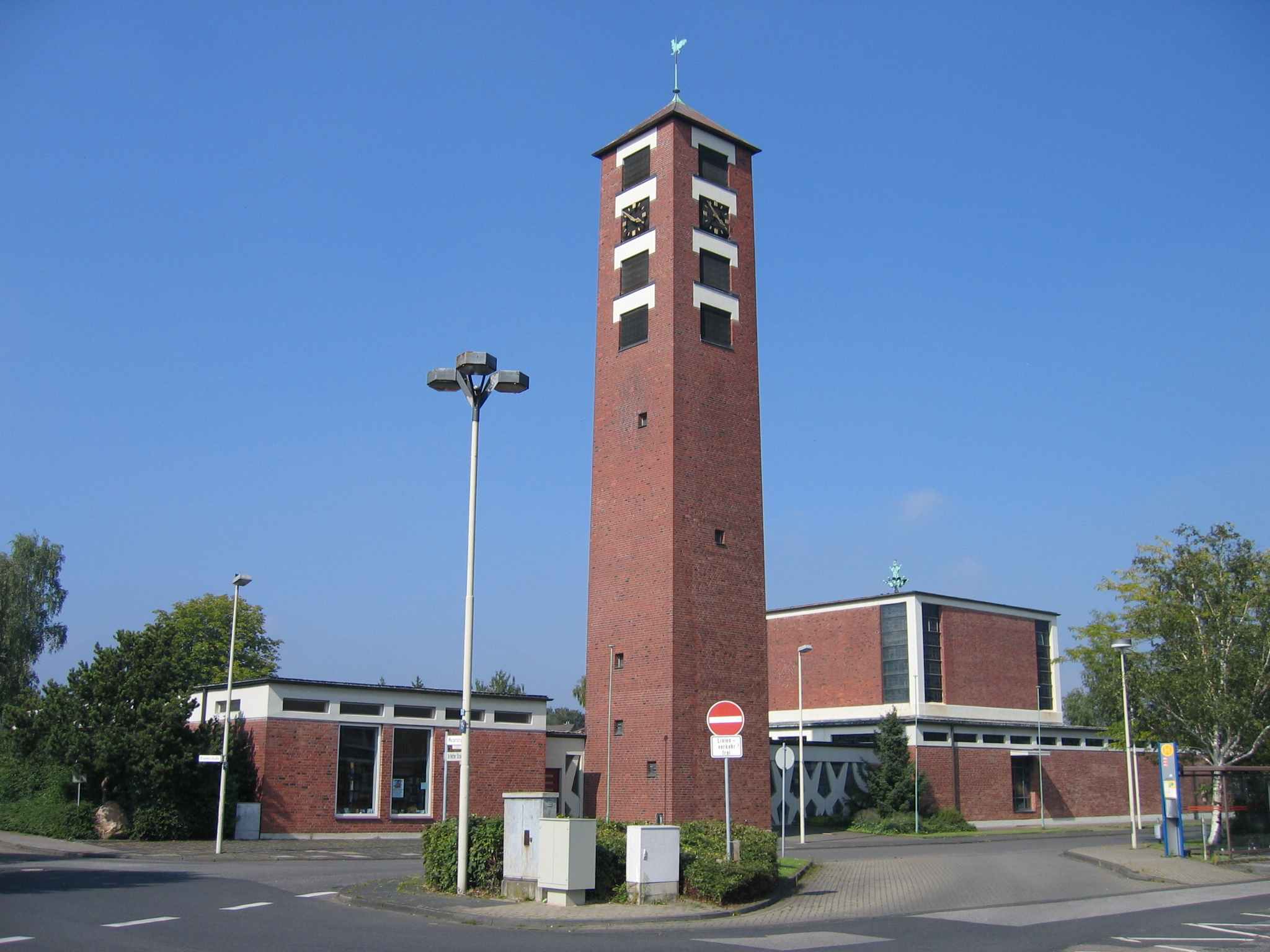
Mariä-Himmelfahrt-Kirche

Die katholische Pfarrkirche St. Mariä Himmelfahrt besitzt eine Reihe von Kunstgegenständen von hoher Bedeutung. Diese stammen zum großen Teil aus dem untergegangenen Kloster Bottenbroich: eine erstrangige Pietà von 1420/1430, im Mittelalter ein hochverehrtes Gnadenbild; ein Triumphkreuz an der Altarwand um 1500, Köln, Tillmann de Burch; die Rekonstruktion eines Glasfensters mit Maßwerk von 1533 (Original im Diözesanmuseum Köln); fünf abgelöste Wandgemälde aus einem Passionszyklus aus der ersten Hälfte des 16. Jahrhunderts; ein Alabasterrelief Anbetung der Heiligen Drei Könige, vermutlich England um 1360; weitere Skulpturen aus dem 16. bis 19. Jahrhundert; Liturgische Gegenstände ab dem 15. Jahrhundert sind zum Teil in Vitrinen ausgestellt. Die Kirchengemeinde hat ein eigenes Pfarrarchiv (heute befindlich im Historischen Archiv des Erzbistums Köln), dessen Dokumente bis an den Anfang des 17. Jahrhunderts zurückreichen.

## Verkehr
Grefrath hatte bis Anfang der 1960er-Jahre mit dem Haltepunkt Grefrath-Bottenbroich Anschluss an die Bahnstrecke Benzelrath–Nörvenich. Von der einstigen Trasse zwischen Benzelrath und Mödrath ist auch wegen der Veränderungen durch den Tagebau Frechen nur noch ein Rest übrig.
Die VRS-Buslinien 960, 964 und 976 der REVG verbinden den Ort mit Frechen Mitte, Kerpen-Horrem und Bergheim. Zusätzlich verkehren einzelne Fahrten der auf die Schülerbeförderung ausgerichteten Linie 968.
| Linie | Verlauf |
| ----- | --- |
| 960   | Bergheim Kreishaus – Bergheim Bf – Kenten – Quadrath-Ichendorf – Horrem Bf – Habbelrath – Grefrath – Benzelrath – Frechen Rathaus – Bachem – Gleuel – Hürth-Mitte – Hürth-Hermülheim (Stadtbahn)       |
| 964   | Kerpen Lörsfelder Busch – Mödrath – Kerpen – Götzenkirchen – Horrem Markt – Horrem Bf – Neu-Bottenbroich – Habbelrath – Grefrath – Benzelrath – Frechen Rathaus                                        |
| 968   | Schülerverkehr: Habbelrath – Grefrath – Grube Carl – Benzelrath – (Frechen Burgschule ←) Frechen Rathaus → Frechen Burgschule /← Lindenstraße                                                          |
| 976   | Frechen EuroPark – Frechen Rathaus – Benzelrath – Grefrath – Habbelrath – Neu-Bottenbroich – Horrem Bf – (Sindorf Schulzentrum –) Kerpen – Langenich – Manheim-neu – Bergerhausen – Blatzheim – Buir S |

## Vereine und Institutionen
- Institutionen
  - Katholische Pfarrkirche „St. Mariä Himmelfahrt“
  - Städtischer Kindergarten
  - Gemeinschaftsgrundschule Grefrath,
- Industrie und Gewerbe
  - Technologiezentrum RWE Power (vormals Hauptwerkstätte Grefrath, Rheinbraun)
  - ESK-SIC GmbH
- Sport
  - Sportfreunde Glück-Auf Habbelrath-Grefrath
  - Leichtathletikverein Habbelrath-Grefrath von 1958
  - Tischtennisfreunde Grefrath
  - Reitsportverein Sonnenhof
  - SG Grefrath
- Kultur
  - Männergesangverein „Frohsinn“ von  1894
- katholische Frauengemeinschaft
- Maigesellschaft Grefrath von 1928
- Festkomitee Grefrather Karneval 1968 e. V.
- Kultur- und Heimatverein Grefrath e. V. von 2012
- Kulturtrafo Frechen e. V.
- Kirchenchor „Cäcilia“ von 1881